# 공화당 (필리핀)
공화당(Democratic Party)은 1953년 1월 23일을 기하여 창당되어 1958년 1월 29일을 기하여 해산된 20세기 필리핀 시대 정당이다. 지난날 이 정당에서 페르난도 로페스 필리핀 부통령이 잠시 최고위원 직위를 지낸 전력이 있다.